# Songnim-dong
Songnim-dong (koreanska: 송림동) är en stadsdel i staden Incheon i den nordvästra delen av Sydkorea, 30 km väster om huvudstaden Seoul. Den ligger i stadsdistriktet Dong-gu.

## Indelning
Administrativt är Songnim-dong indelat i:
| Namn      | Namn                     | Yta km² | Invånare 31 dec 2020 |
| --------- | ------------------------ | ------- | -------------------- |
| 송림1동   | Songnim 1(il)-dong       | 0,19    | 1 719                |
| 송림2동   | Songnim 2(i)-dong        | 0,20    | 3 031                |
| 송림3.5동 | Songnim 3(sam).5(o)-dong | 0,55    | 8 078                |
| 송림4동   | Songnim 4(sa)-dong       | 0,79    | 4 372                |
| 송림6동   | Songnim 6(yuk)-dong      | 0,56    | 6 846                |